# Music Inc.
| Recensione | Giudizio |
| ---------- | -------- |
| AllMusic   | [ 1 ]    |

Music Inc. è un album discografico a nome di Music Inc. band capitanata dal trombettista jazz statunitense Charles Tolliver, pubblicato dall'etichetta discografica Strata-East Records nell'aprile del 1971.

## Tracce
Lato A
1. Ruthie's Heart – 6:12 (Charles Tolliver)
2. Brilliant Circles – 4:48 (Stanley Cowell)
3. Abscretions – 6:58 (Stanley Cowell)

Durata totale: 17:58
Lato B
1. Household of Saud – 6:38 (Charles Tolliver)
2. On the Nile – 9:48 (Charles Tolliver)
3. Departure – 5:00 (Stanley Cowell)

Durata totale: 21:26

## Musicisti
- Charles Tolliver - tromba
- Stanley Cowell - pianoforte
- Cecil McBee - contrabbasso
- Jimmy Hopps - batteria

Musicisti aggiunti
- Richard Williams - tromba
- Virgil Jones - tromba
- Larry Greenwich - tromba
- Danny Moore - tromba
- Jimmy Heath - sassofono tenore, flauto
- Clifford Jordan - sassofono tenore, flauto
- Wilbur Brown - sassofono tenore, flauto
- Bobby Brown - flauto
- Howard Johnson - tuba, sassofono baritono
- Garnett Brown - trombone
- Curtis Fuller - trombone
- John Gordon - trombone
- Dick Griffin - trombone

Note aggiuntive
- George Klabin - supervisore, produttore, ingegnere del mixaggio
- Registrazioni effettuate l'11 novembre 1970
- Joe Jorgensen - ingegnere delle registrazioni[3]